# Crucianella bucharica
Crucianella bucharica là một loài thực vật có hoa trong họ Thiến thảo. Loài này được B.Fedtsch. mô tả khoa học đầu tiên năm 1912.